# Fırat Suçsuz
Fırat Suçsuz (* 27. Juni 1996 in Berlin) ist ein türkisch-deutscher Fußballspieler.

## Karriere
Suçsuz spielte in der Jugend für den Frohnauer SC, Hertha BSC und RB Leipzig. Zudem spielte er in der türkischen U17- sowie in der U18-Nationalmannschaft. In der zweiten Mannschaft der Leipziger hatte er auch seine ersten Einsätze im Erwachsenenbereich. Für RB Leipzig II kam er in der Regionalliga Nordost zum Einsatz. Nach Ende seines Vertrages in Leipzig wechselte er ablösefrei zum VfR Aalen in die 3. Liga, der ihn in der Winterpause 2017 an den FC Carl Zeiss Jena erneut in die Regionalliga Nordost verlieh. Mit Jena stieg er am Ende der Saison 2016/17 in die dritte Liga auf.
Nach Ende der Leihe beim FC Carl Zeiss Jena wechselte er ablösefrei fest nach Jena, wo er einen Vertrag bis 2019 unterschrieb, der in der Winterpause der Saison 2018/19 vorzeitig aufgelöst wurde, nachdem der Mittelfeldspieler ein „Angebot aus dem Ausland“ erhalten hatte. Für Jena absolvierte er auch Spiele im Thüringenpokal und ein Spiel im DFB-Pokal.
Er unterschrieb letztendlich am 14. Januar 2019 beim türkischen Drittligisten Fatih Karagümrük SK. Der Verein erreichte durch den Play-off-Sieg der TFF 2. Lig den Aufstieg in die TFF 1. Lig, Suçsuz kam jedoch selbst nur in zwei Ligaspielen zum Einsatz. Nachdem er in der folgenden Saison 2019/20 bis zur Wintertransferperiode nicht zum Einsatz gekommen war, wechselte er im Januar 2020 zum Viertligisten Somaspor.
Im Juli 2020 kehrte er zurück nach Deutschland und unterschrieb einen Vertrag beim Regionalligisten FC Viktoria 1889 Berlin. Nachdem Viktoria; Suçsuz hatte 7 Ligaspiele absolviert; zur Saison 2021/22 in die 3. Liga aufgestiegen war, kam in der darauffolgenden Saison direkt der Wiederabstieg in die Regionalliga. Für Viktoria spielte er sowohl im Berliner Landespokal als auch ein einem Spiel im DFB-Pokal. In der Saison 2022/23 spielte er noch viermal für Viktoria bevor er in der gleichen Saison zu Tennis Borussia Berlin, um hier 13 Spiele in der Regionalliga Nordost zu bestreiten. Zur darauffolgenden Saison kam sein Wechsel in die Berlin-Liga zum BFC Preussen. Am 9. Juni 2024 betritt er über eine Halbzeit gegen SFC Stern 1900 sein letztes Ligaspiel für den BFC. Anschließend schloss er sich Delay Sports Berlin an.

## Erfolge
Fatih Karagümrük SK
- Play-off-Sieger der TFF 2. Lig den Aufstieg in die TFF 1. Lig: 2018/19